# Merganetta armata
Merganetta armata là một loài chim trong họ Vịt.